# لويس فيانا (سياسي)
لويس فيانا هو رجل قضاء وسياسي برازيلي، ولد في 30 نوفمبر 1846 في كازانوفا في البرازيل، وتوفي في 6 يوليو 1920 في المحيط الأطلسي. في الانتخابات التشريعية البرازيلية 1982 ‏، انتخب عضو مجلس الشيوخ من البرازيل ‏ عن دائرة Bahia ‏ وانتخب حاكم الدولة (1896 – 1900).